# Paolo Castaldi (compositore)
Paolo Castaldi (Milano, 9 settembre 1930 – Milano, 22 febbraio 2021) è stato un compositore e saggista italiano.

## Biografia
Compiuti gli studi di composizione e direzione d'orchestra presso il conservatorio di Milano, frequentò anche i corsi estivi di Darmstadt tra il 1960 e il 1963.
È stato docente per anni nei conservatori di Parma e Milano, città dove si è spento all'età di 90 anni.

### Stile musicale
Polemico nei confronti del serialismo, Castaldi recupera nelle sue partiture elementi dadaistici con gusto trasgressivo e ironico. Suo proposito è "rimuovere dalla musica l'umanità, trasformandola in una maschera, onde sottolineare la mancanza d'arte del nostro tempo". Per ottenere ciò, ha fatto ricorso alla deformazione di musica del passato (come in Schönberg A-B-C per orchestra, 1967) nonché alla conversione di tale musica in un "meccanismo artificioso e grottesco", in cui si nota la "deprivazione di senso": Facsimile per 11 esecutori e un mimo (1962), Simile (versioni A, B, C, D), musica aleatoria per 3 esecutori (1976-1982), Anfrage (1963, definito dalla critica più recente "diagramma del nostro tempo"), Notturno (1975) e molti altri brani per pianoforte.
Servendosi del collage musicale, Castaldi si è occupato fra l'altro della parte pittorica della composizione, collocandosi perciò nel solco dell'avanguardia musicale italiana. In taluni suoi lavori si giunge infatti all'inserimento di paesaggi, castelli e altro all'interno delle note.
Autore di saggi, ha pubblicato per Adelphi
In nome del padre – Riflessione su Stravinskij nel 2005 e Bach, Debussy, Strawinsky – Tre supplementi alla bibliografia esistente nel 2006.